# Erzbistum Kansas City

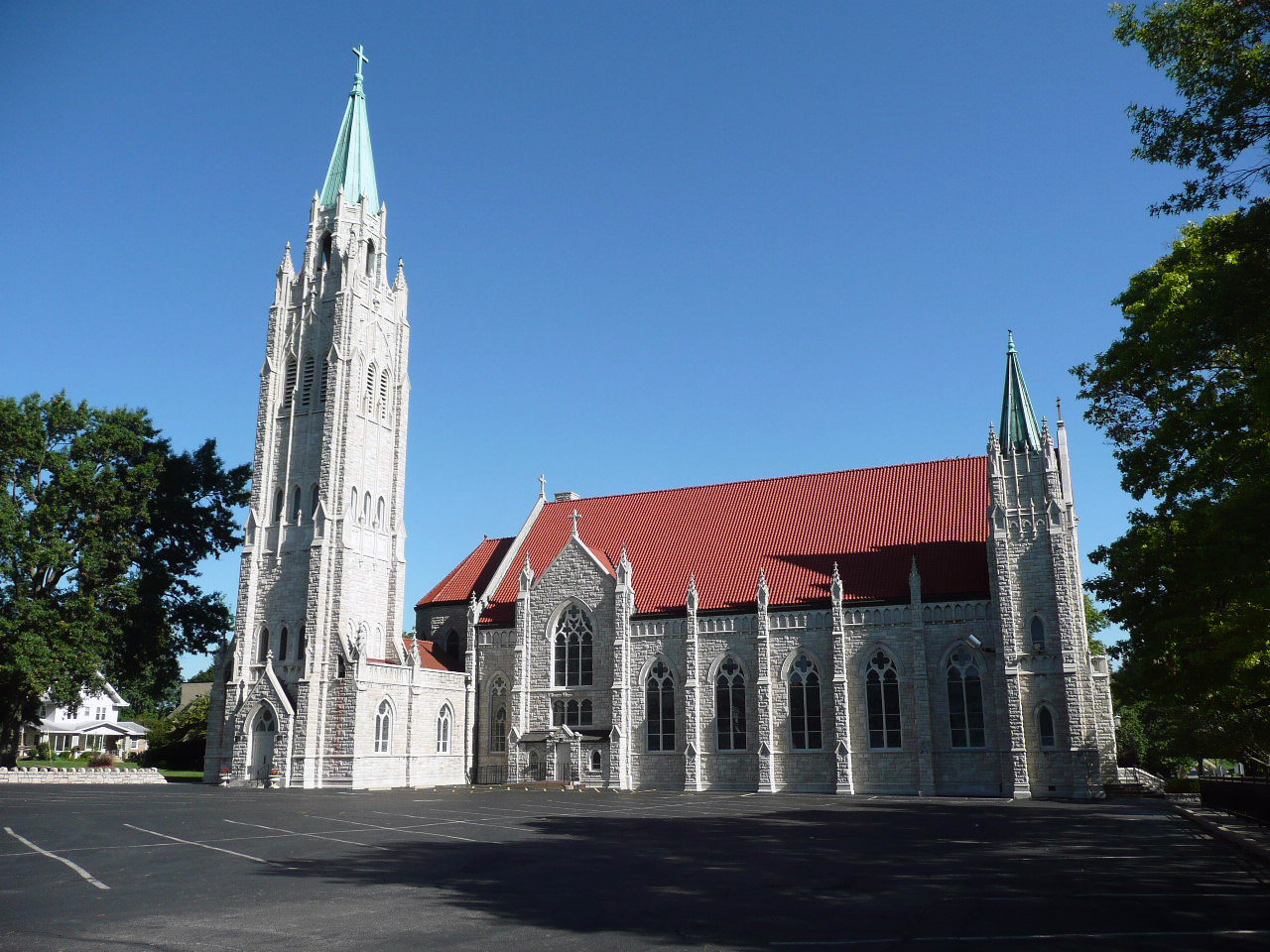
Kathedrale: Saint Peter in Kansas City

Das Erzbistum Kansas City in Kansas (lateinisch Archidioecesis Kansanopolitana in Kansas, englisch Archdiocese of Kansas City in Kansas) ist eine Diözese der römisch-katholischen Kirche mit Sitz in Kansas City, Kansas, USA.

## Geschichte
Das Erzbistum wurde am 19. Juli 1850 durch Papst Pius IX. zunächst als Apostolisches Vikariat der Indianerterritorien östlich der Rocky Mountains („Vicariate Apostolic of Indian Territory East of the Rocky Mountains“) aus Teilen des Erzbistums New Orleans gegründet; es umfasste Gebiete in den heutigen Bundesstaaten Kansas, Nebraska, North Dakota, South Dakota, Colorado, Wyoming und Montana. Erster Apostolischer Vikar war der im Herzogtum Savoyen geborene Jesuit John Baptiste Miège. 1857 entstand daraus das Apostolische Vikariat Kansas, das 1877 in das Bistum Leavenworth aufging, dessen erster Bischof der im Königreich Bayern geborene Benediktiner Louis Mary Fink wurde. Am 10. Mai 1947 firmierte Papst Pius XII. das weiterhin als Titularbistum genutzte Bistum Leavenworth zum Bistum Kansas City in Kansas um; erster Bischof war George Joseph Donnelly. Am 9. August 1952 erfolgte die Erhebung zum Erzbistum.
Das heutige Erzbistum umfasst folgende 21 Counties des US-Bundesstaates Kansas: Anderson, Atchison, Brown, Coffey, Doniphan, Douglas, Franklin, Jackson, Jefferson, Johnson, Leavenworth, Linn, Lyon, Marshall, Miami, Nemaha, Osage, Pottawatomie, Shawnee, Wabaunsee und Wyandotte.

## Ordinarien

### Apostolische Vikare
- John Baptiste Miège SJ (1850–1874), Resignation 1874
- Louis Mary Fink OSB (1874–1877), Koadjutor von 1871 bis 1874

### Bischöfe von Leavenworth
- Louis Mary Fink OSB (1877–1904), im Amt verstorben
- Thomas Francis Lillis (1904–1910), abberufen zum Koadjutor des Bistums Kansas City-Saint Joseph 1910
- John Ward (1911–1929), im Amt verstorben
- Francis Johannes (1929–1937), Koadjutor von 1927 bis 1929, im Amt verstorben
- Paul Clarence Schulte (1937–1946), abberufen zum Erzbischof von Indianapolis 1946
- George Joseph Donnelly (1946–1947)

### Bischöfe von Kansas City
- George Joseph Donnelly (1947–1950), im Amt verstorben
- Edward Joseph Hunkeler (1951–1952)

### Erzbischöfe von Kansas City
- Edward Joseph Hunkeler (1952–1969), Resignation 1969
- Ignatius Jerome Strecker (1969–1993), Resignation 1993
- James Patrick Keleher (1993–2005), Resignation 2005
- Joseph Fred Naumann (2005–2025)
- Shawn McKnight (seit 2025)